# Antonio Marinuzzi
Antonio Marinuzzi (Palermo, 25 agosto 1851 – Palermo, 19 aprile 1917) è stato uno storico e politico italiano.

## Biografia
Celebre oratore e appassionato di storia del diritto pubblico siciliano, è stato socio della Società Italiana per la Storia Patria di Palermo e presidente del locale ordine degli avvocati. Di idee liberali, seguace di Francesco Crispi, in politica è stato consigliere comunale e prosindaco di Palermo, città dove viene eletto tre volte deputato. Il 3 giugno 1911 viene nominato Senatore. È stato promotore e segretario generale dell'Esposizione di Palermo del 1891.
Alla sua morte ha donato alla biblioteca comunale della città la sua preziosa raccolta di opere di diritto pubblico siciliano, costituita da 19 manoscritti e 546 fra libri ed opuscoli.